# مگس‌عقربان تاسمانی
مگس‌عقربان تاسمانی (نام علمی: Apteropanorpidae) نام یک تیره از راسته منقارسران است.